# ۶ نوجوان ۱۶ ساله
۶ نوجوان ۱۶ ساله (انگلیسی: 6teen) سریال انیمیشنی کانادایی است که از سال ۲۰۰۴ تا ۲۰۱۰ توسط شرکت Nelevana ساخته شد و از شبکه تله‌تون پخش گردید.
اما فصل اخر این انیمیشن توسط Fresh tv ساخته شد. در ایالات متحده نیز این سریال برای اولین بار در تاریخ 18 دسامبر 2005 در نیکلودئون اجرا شد اما بعد قطع گردید پخش این نمایش بعد در 23 اکتبر 2008 تا 21 ژوئن 2010 از شبکه کارتون نتورک آغاز شد.تام مک گلیس ، رئیس شبکه fresh tv و یکی از سازندگان و تهیه کننده های اجرایی 6teen نیز قسمت ویژه را نیز تأیید کرد.